# Edward Wadsworth
Edward Alexander Wadsworth (Cleckheaton, 29 ottobre 1889 – Bayswater, 21 giugno 1949) è stato un pittore inglese, famoso soprattutto per la sua adesione al Vorticismo.
Dipinse, quasi sempre a tempera, panorami costieri, quadri astratti, ritratti e scene di vita quotidiana. Era anche un incisore xilografico su legno e rame.

## Biografia

### La giovinezza

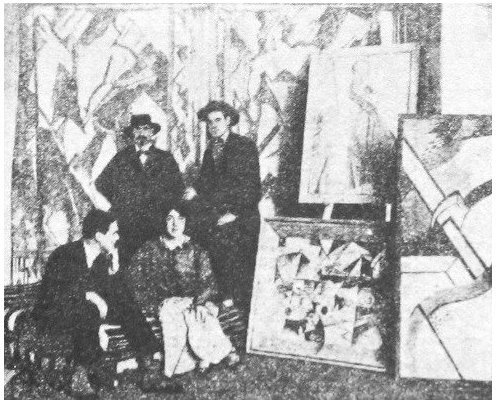
Edward Wadsworth e Wyndham Lewis al "Rebel Art Centre", marzo 1914, con Kate Lechmere e Cuthbert Hamilton (seduti)

Edward Wadsworth nacque il 29 ottobre 1889 a Cleckheaton, West Yorkshire, unico figlio di Fred Wadsworth e Hannah Smith. Il padre era un industriale tessile, proprietario della società "E. Wadsworth & Son", mentre la madre, pittrice dilettante, morì pochi giorni dopo il parto. Studiò prima al 'Fettes College', a Edimburgo, poi si trasferì a Monaco di Baviera, tra il 1906 e il 1907, per studiare ingegneria. Nel tempo libero iniziò a frequentare una scuola d'arte e questo favorì il mutamento dei suoi interessi e soprattutto dei suoi studi. Tornato a Londra si iscrisse infatti alla Scuola d'Arte 'Bradford', per poi entrare nella prestigiosa "Slade School of Fine Art" di Londra. Fra i suoi amici e i compagni di quel periodo ci furono, tra gli altri, Stanley Spencer, Christopher R.W. Nevinson, Mark Gertler, Dora Carrington, Isaac Rosenberg e David Bomberg.

### L'evoluzione dello stile

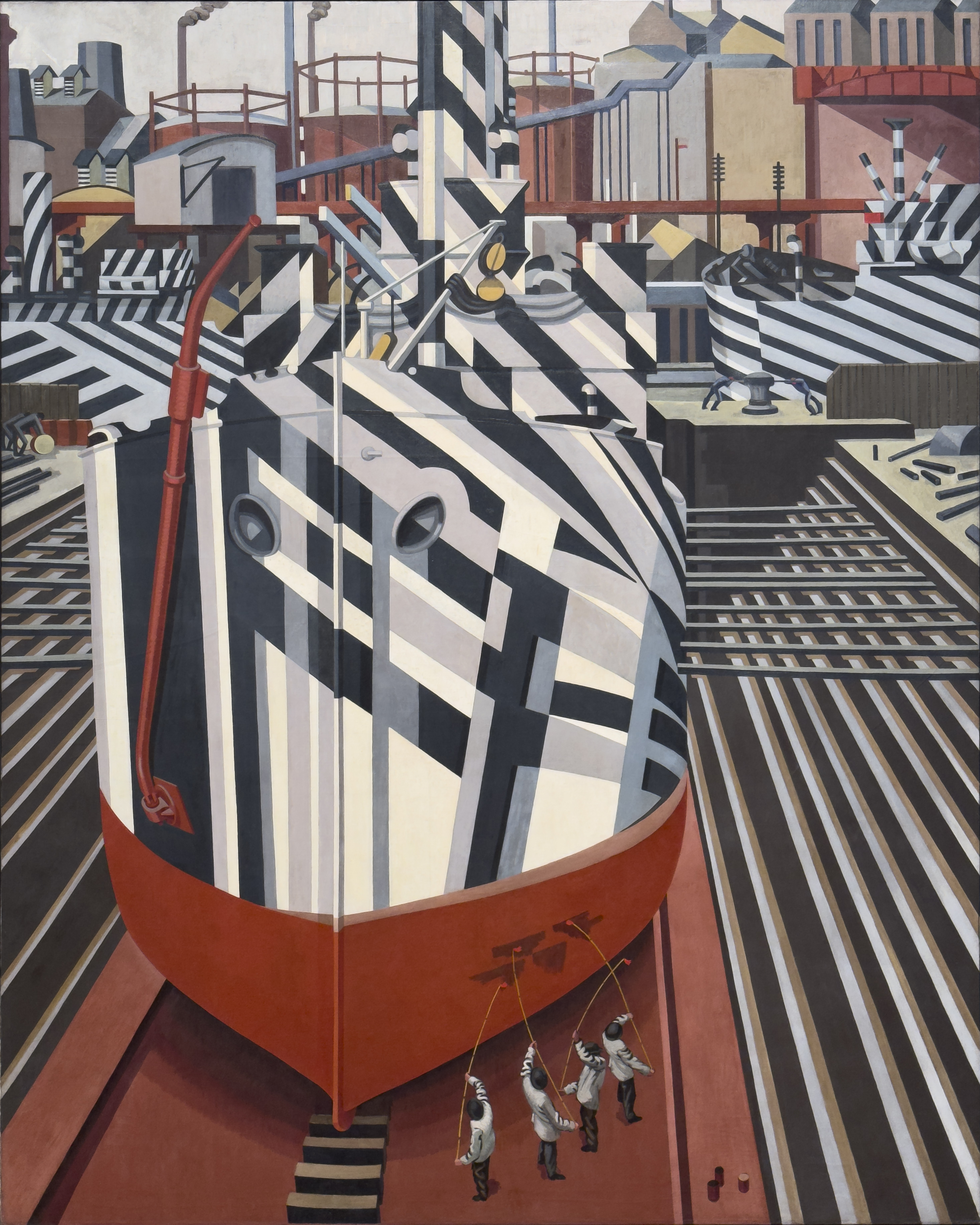
Dazzle-ships in Drydock at Liverpool, 1919, National Gallery of Canada, Ottawa.

I primi lavori di Wadsworth furono inseriti nella mostra sul secondo Post-Impressionismo di Roger Fry, che fu allestita nel 1912, alla "Galleria Grafton" di Londra. Poco dopo però l'artista, entrato nel frattempo in amicizia con Wyndham Lewis, cambiò stile e realizzò alcuni dipinti di derivazione futurista, che espose nelle mostre futuriste allestite presso la "Galleria Doré". Anche se partecipò attivamente al comitato che, nel 1913, organizzò una cena in onore del futurista italiano Tommaso Marinetti, fu allo stesso tempo uno degli artisti britannici, appartenenti alla nascente avanguardia, che divennero sempre più critici nei confronti della crescente arroganza dei futuristi italiani. Nel giugno del 1914 Wadsworth era nel gruppo di artisti, insieme a Lewis, che fischiarono la rappresentazione del testo "Zang Tumb Tumb" di Marinetti.
Il mese successivo fu uno dei firmatari del Manifesto vorticista pubblicato sulla rivista Blast. Allo stesso tempo curò una revisione di "Per quanto riguarda la spiritualità nell'arte" di Wassily Kandinsky e selezionò le immagini da riprodurre nella rivista, a corredo dello scritto.
Per quanto riguarda la sua vita privata, nel 1914 Wadsworth sposò la violinista Fanny Mary Eveleigh.

### La prima guerra mondiale
Appena un mese dopo la pubblicazione del Manifesto vorticista, la Gran Bretagna dichiarò guerra alla Germania. Il movimento vorticista riuscì a proseguire l'attività con una mostra nel giugno 1915 alla "Galleria Doré" e una seconda edizione di Blast, pubblicata in concomitanza con la mostra. Wadsworth contribuì ad entrambe, ma poco dopo entrò in marina. Sia Wadsworth che i suoi compagni Bomberg e Lewis si resero ben presto conto che la loro fede nella "purezza" del progresso tecnologico era seriamente messa in discussione dalla realtà delle trincee.
Wadsworth trascorse il periodo della guerra mondiale, fino al 1917, nella Royal Naval Volunteer Reserve, dislocato nel porto di Mudros sull'Isola di Lemno, in Grecia.
Il suo impegno fu soprattutto progettare 'camuffamenti' per le navi alleate con la tecnica conosciuta come "Dazzle Ships". Questa tecnica faceva sì che le navi non venivano camuffate per diventare invisibili, ma piuttosto, utilizzando le idee derivate da vorticismo e cubismo, per confondere gli U-boat tedeschi che tentavano di individuare la loro direzione e velocità di marcia.

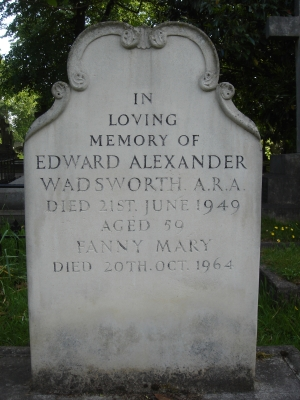
La tomba di Wadsworth nel "Brompton Cemetery", Londra

### L'ultimo periodo
Al termine della guerra Wadsworth mantenne la sua passione per le navi e continuò ad utilizzare temi nautici nei suoi dipinti per il resto della sua carriera. Acclamato per il grande dipinto "Dazzle-Ships In Drydock at Liverpool" ("Navi camuffate in bacino a Liverpool") del 1919, nel 1920 si allontanò dall'avanguardia e adottò uno stile più realistico. Tuttavia, con il procedere degli anni il lavoro di Wadsworth divenne sempre più strano e surreale, anche se non ebbe mai legami formali con il movimento surrealista ufficiale.
Uno dei suoi biografi, Mark Glazebrook, ha sottolineato: "Tra il 1923 e il 1929 ha prodotto una superba serie di tempere con panorami costieri, porti e porticcioli. Erano prima in stile classico, poi rococò, infine una serie di sofisticate marine dal realismo magico e surreale".
Wadsworth morì a Bayswater nel 1949, all'età di 60 anni, e fu sepolto nel Brompton Cemetery.